# Setge d'Ull
El Setge d'Ull, de 1283 fou una de les batalles de la Croada contra la Corona d'Aragó

## Antecedents
El papa Martí IV, que havia succeït Climent IV va declarar al rei Pere el Gran privat dels seus regnes a causa de la intervenció catalana a Sicília arran de les vespres sicilianes, i donà la investidura a Felip III de França com a rei d'Aragó, rei de València i Comte de Barcelona el 27 d'agost de 1283. Pere el Gran es trobava a Tarassona de tornada de l'astuta jugada del desafiament de Bordeus on es va quedar per fer front a les tensions amb el Senyoriu d'Albarrasí i el Regne de Navarra intervingut el 1274 a la mort d'Enric I de Navarra per Felip III de França.

## El setge
El 1283 Eustaqui de Beaumarchais, governador del Regne de Navarra, vassall del Regne de França, volent exercir drets de Felip III de França, al front d'un exèrcit francès de quatre mil cavallers i infanteria, va irrompre uns pocs quilòmetres al Regne d'Aragó, travessant la frontera per Sangüesa per refer-se del despit que va significar el desafiament de Bordeus.
Un cop arribats a la vila d'Ull, a l'actual municipi de Navardún, després d'assaltar l'arrabal i la barbacana els atacants van enderrocar part de la torre major del castell amb màquines de guerra, i seguidament van calar-hi foc. Hi va morir la major part de l'escassa guarnició, i capturaren el tinent Eximén de Artieda.

## Conseqüències
Després de la conquesta del castell, foren destruïdes les viles d'Ull, Lerda i Filera, i conquerides les viles de Bailo, Arbués i Berdún.
Poques setmanes més tard Eustaqui de Beaumarchais atacaria la Vall d'Aran, incorporant-la al Regne de França.
Es va pactar una treva amb el regne de Navarra fins a l'1 de febrer de 1284. Finalment la resposta a l'intent d'invasió de Felip III de França a la Corona d'Aragó des del Regne de Navarra del 1283 es va tancar amb el contraatac de Pere el Gran a l'horta de Tudela. El rei va deixar la mà lliure als almogàvers, que van talar l'horta sembrant el terror.